# 嘉名光市
嘉名 光市（かな こういち、1968年5月3日 - ）は日本の都市計画家、アーバンデザイナー、都市計画研究者、景観研究者である。
一級建築士、技術士建設部門（都市及び地方計画）、博士（工学）。大阪公立大学大学院工学研究科都市系専攻教授（都市計画研究室）。都市計画、都市デザイン、景観論、都市計画・デザイン史、都市再生論、エリアマネジメント。京阪神を中心に多くの都市再生プロジェクトに携わる。

## 来歴
大阪府河内長野市に生まれる。大阪府立生野高等学校を経て、1992年3月に東京工業大学工学部社会工学科を卒業（在学中は中村良夫の研究室に所属）。卒業後の1992年4月より、三和総合研究所研究開発本部の研究員となる。
1996年4月、東京工業大学大学院社会理工学研究科博士後期課程に入り、2001年3月に修了。
2002年7月、三和総合研究所の後身となるUFJ総合研究所（現・三菱UFJリサーチ&コンサルティング）都市・地域再生マネジメント室主任研究員。
2003年10月より、大阪市立大学大学院工学研究科（都市系専攻）講師を務める（2006年に助教授、2007年に准教授）。
2017年4月より、大阪市立大学大学院工学研究科（都市系専攻）教授。
2022年4月より、大阪公立大学大学院工学研究科（都市系専攻）教授。
大阪市都市計画審議会会長、神戸市都市計画審議会会長、堺市都市計画審議会会長、大阪府国土利用計画審議会会長、京都市美観風致審議会委員など。

## 著作

### 編著
- 『図説　都市計画』澤木昌典　学芸出版社、2022年
- 『生きた景観マネジメント』日本建築学会編　鹿島出版会、2021年
- 『都市を変える水辺アクション　実践ガイド』泉英明,武田重昭　学芸出版社、2015年
- 『生きた建築　大阪』高岡伸一,倉方俊輔,橋爪紳也　140B 2015年

### 共著
- 『景観法活用ガイド」』ぎょうせい、2008年
- 『生活景　-身近な景観価値の発見とまちづくり』学芸出版社、2009年
- 『創造都市と社会包摂 文化多様性・市民知・まちづくり』水曜社、2009年
- 『季刊まちづくり26 特集：地域づくりの視点から都市計画制度に提案する』学芸出版社、2010年
- 『都市・まちづくり学入門』学芸出版社、2011年
- 『URP GCOE DOCUMENT 13:船場アートカフェ2』大阪市立大学都市研究プラザ、2012年
- 『景観再考　景観からのゆたかな人間環境づくり宣言』鹿島出版会、2013年
- 『京都建築スクール2013　リビングシティを構想せよ　商業の場の再編』建築資料研究社、2013年
- 『コンパクト建築設計資料集成　都市再生』建築資料研究社、2013年
- 『光のまちをつくる；水都大阪の実践』創元社、2015年
- 『包摂都市のレジリエンス 理念モデルと実践モデルの構築』<文化とまちづくり叢書>水曜社、2017年
- 『景観計画の実践: 事例から見た効果的な運用のポイント』森北出版、2017年
- 『初めて学ぶ都市計画（第二版）』市ヶ谷出版社、2018年
- 『日本都市史・建築史事典』丸善出版、2018年

## 受賞
- 日本都市計画学会石川賞[5]　水都大阪のまちづくり（共同）：2016年
- 日本建築学会賞（業績）[6]　-大阪市「生きた建築ミュージアム事業」による建築文化の振興（共同）- ：2017年
- 日本都市計画学会石川賞[7]　都心既成市街地でのメインストリートを中心とした地域主体の対話型エリアマネジメント～20 年間の実践（共同）-　：2023年